# Lucha canaria
La lucha canaria es un deporte de lucha originario de las Islas Canarias (España). 
Sus principales características son, la habilidad del luchador para aprovechar la fuerza del contrario en el combate y la intención de desequilibrar al contrincante sin herirlo hasta hacerle tocar el suelo con cualquier parte de su cuerpo (a excepción de las plantas de los pies). No se permite la lucha en el suelo para desestabilizar al rival, como sí ocurre en otras modalidades. Tampoco está permitida ninguna clase de llave de combate. La lucha canaria se origina en tiempos de los guanches, habitantes del archipiélago antes de la conquista castellana de las islas canarias en 1496. La lucha canaria consta de tres sistemas de competición: El mejor de tres, la lucha corrida y el rey de la pista.

## Historia
Su origen se remonta a los tiempos de los primeros habitantes de las islas. Debido al contacto limitado entre las diferentes islas, cada una desarrolló diferentes reglas en la práctica de la lucha. Se presume que la lucha era practicada en ocasiones importantes con la finalidad de resolver conflictos.
Hasta el final del primer tercio del siglo XX, la organización de los enfrentamientos correspondía a un modelo evolutivo natural, consistente en la competición de unos pueblos o bandos (norte-sur) contra otros. O bien, entre luchadores procedentes de diferentes islas.
Curiosamente, la lucha vio nacer su primer reglamento en Matanzas (Cuba), en 1872. No sería hasta el año 1960, con el Reglamento General Orgánico, cuando se consensuó un reglamento común para todas las islas.

## Prácticas de la lucha canaria
La lucha se desarrolla dentro de un círculo de arena denominado terrero, que cuenta con dos círculos concéntricos delimitados con un diámetro de 15 y 17 metros respectivamente. Al inicio del combate, los dos luchadores se encuentran en el centro del  terrero y estrechan sus manos. Este gesto se considera una señal de nobleza y tradición, inherentes a la práctica de la lucha canaria. Inician el agarre colocándose frente a frente y cada uno introduce su mano izquierda en el remango derecho del pantalón del oponente. Inclinan sus cuerpos hacia delante por la cintura, hasta quedar sus hombros derechos juntos, a la misma altura. Colocando los brazos derechos en perpendicular al suelo, los luchadores unen las palmas de las manos y las acercan a la arena. Cabe destacar que en reglamentos anteriores al actual era obligatorio tocar el suelo con la punta de los dedos. Validada esta secuencia por el árbitro, este emite la señal de comienzo de la lucha o agarrada haciendo sonar su silbato.
A continuación, los luchadores tratan de desequilibrar al adversario para hacerle tocar el suelo con cualquier parte del cuerpo a excepción de la planta de los pies. Los luchadores emplean una serie de "mañas" o técnicas de manos y pies en las que está prohibido el golpeo. El combate se produce durante un tiempo inferior a los noventa segundos.
Existen varios sistemas de lucha, por equipos o en enfrentamientos individuales. En la modalidad por equipos se puede realizar la lucha a tres agarradas, lucha corrida, o todos contra todos. Por otro lado, los enfrentamientos individuales pueden establecerse por pesos, categorías o desafíos. La forma más habitual se desarrolla entre dos equipos, por lo general de doce luchadores cada uno, que se enfrentan por parejas. En la modalidad por equipos, resulta ganador el que más luchadores mantenga en pie al final del encuentro. 

## Mañas

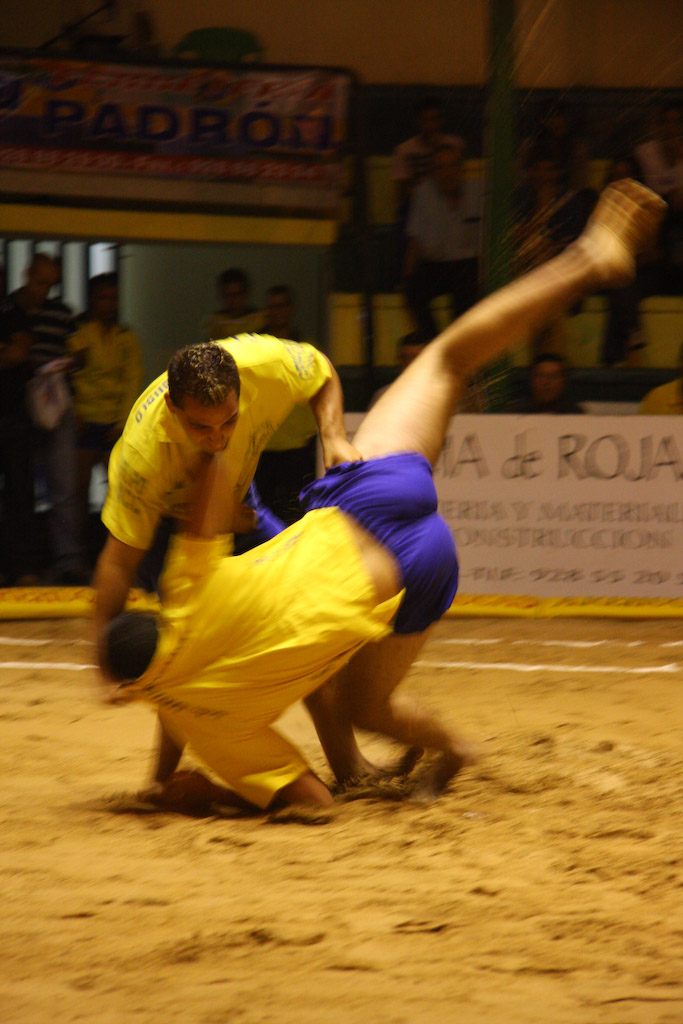
Un luchador derribando a otro

En la lucha canaria, una maña es un movimiento o conjunto de movimientos orientados a derribar al contrario sin golpearlo. Para ello pueden utilizarse piernas, brazos y movimientos del cuerpo siempre que respeten las reglas establecidas. Podemos dividir las mañas en tres grupos:

### Mañas de agarre
Son aquellas en las que el luchador se aferra a alguna parte del cuerpo del contrario para tratar de derribarlo, levantándolo y haciendo que pierda el equilibrio. Ejemplos de mañas de agarre son cogida de muslo, cogida de tobillo, cogida de corva, cucharón, sacón, pata de cabra (de aire, de camisa y de sobaco), levantada y cadera.

### Mañas de bloqueo
Son aquellas en las que el luchador trata de bloquear el movimiento de alguna parte del cuerpo del contrario, tanto con los brazos como con las piernas, para desestabilizarlo y llevarlo a la arena sin llegar a la estrangulación o luxación. Algunos ejemplos de mañas de bloqueo son toque por dentro, toque para atrás, toque por fuera, garabato, traspiés, pardelera, burra o atravesada.

### Mañas de desvío
Son aquellas en las que el luchador realiza movimientos que desvían la acción del contrario y desestabilizándolo con la propia fuerza del mismo. Algunos ejemplos de mañas de desvío son desvío, tronchada, toque por dentro y vacío.

## Clubes de Lucha Canaria por isla

### Tenerife

#### Primera categoría
- CL Tegueste
- CL Rosario de Valle de Guerra
- CL Guamasa
- CL Los Campitos
- CL Chimbesque de San Miguel de Abona
- CL Victoria

###### Segunda categoría
- CL San Isidro
- CL Brisas del Teide
- CL Chijafe
- CL Tijarafe Guanche
- CL Benchomo

### Gran Canaria

#### Primera categoría
- CL Castillo del Romeral
- CL Santa Rita
- CL Almogarén
- CL Unión Galdar

#### Segunda categoría
- CL Maninidra
- CL Ramón Jimenez
- CL Guanarteme
- CL Unión Aguimes
- CL Castro Morales "A"

#### Tercera categoría
- CL Castro Morales "B"
- CL Los Guanches de Arucas
- CL Unión doctoral
- CL Unión Sardina
- CL Roque Nublo
- CL Vecinos Unidos
- CL San Bartolomé
- CL Tinamar

### La Palma

#### PRIMERA CATEGORÍA
- CL Aurita Tedote
- CL Balta
- CL Candelaría
- CL Aridane
- CL Tazacorte
- CL Tamanca
- CL Tijarafe
- CL Tedote
- CL Candelaria de Mirca
- CL Tamanca Las Manchas

###### TERCERA CATEGORÍA
- CL Bediesta
- CL San Antonio de Abad

### El Hierro
- CL Guarazoca
- CL El Pinar
- CL Valverde
- CL Frontera
- CL Concepción
- CL Tijarafe

### Fuerteventura

#### PRIMERA CATEGORÍA
- CL Maxorata
- CL Saladar de Jandía
- CL Unión Antigua
- CL Rosario
- CL Unión Tetir

### Lanzarote
- CL Tías
- CL Tao
- CL San Bartolomé
- CL U.Yaiza
- CL U.Norte

La Graciosa y La Gomera no tienen equipo de lucha canaria